# Tennis (groupe de musique)
 (octobre 2023).
La mise en forme du texte ne suit pas les recommandations de Wikipédia : il faut le « wikifier ».
Les points d'amélioration suivants sont les cas les plus fréquents. Le détail des points à revoir est peut-être précisé sur la page de discussion.
- Les titres sont pré-formatés par le logiciel. Ils ne sont ni en capitales, ni en gras.
- Le texte ne doit pas être écrit en capitales (les noms de famille non plus), ni en gras, ni en italique, ni en « petit »…
- Le gras n'est utilisé que pour surligner le titre de l'article dans l'introduction, une seule fois.
- L'italique est rarement utilisé : mots en langue étrangère, titres d'œuvres, noms de bateaux, etc.
- Les citations ne sont pas en italique mais en corps de texte normal. Elles sont entourées par des guillemets français : « et ».
- Les listes à puces sont à éviter, des paragraphes rédigés étant largement préférés. Les tableaux sont à réserver à la présentation de données structurées (résultats, etc.).
- Les appels de note de bas de page (petits chiffres en exposant, introduits par l'outil «  Source ») sont à placer entre la fin de phrase et le point final[comme ça].
- Les liens internes (vers d'autres articles de Wikipédia) sont à choisir avec parcimonie. Créez des liens vers des articles approfondissant le sujet. Les termes génériques sans rapport avec le sujet sont à éviter, ainsi que les répétitions de liens vers un même terme.
- Les liens externes sont à placer uniquement dans une section « Liens externes », à la fin de l'article. Ces liens sont à choisir avec parcimonie suivant les règles définies. Si un lien sert de source à l'article, son insertion dans le texte est à faire par les notes de bas de page.
- La présentation des références doit suivre les conventions bibliographiques. Il est recommandé d'utiliser les modèles {{Ouvrage}}, {{Chapitre}}, {{Article}}, {{Lien web}} et/ou {{Bibliographie}}. Le mode d'édition visuel peut mettre en forme automatiquement les références.
- Insérer une infobox (cadre d'informations à droite) n'est pas obligatoire pour parachever la mise en page.

Pour une aide détaillée, merci de consulter Aide:Wikification.
Si vous pensez que ces points ont été résolus, vous pouvez retirer ce bandeau et améliorer la mise en forme d'un autre article.
Pour les articles homonymes, voir Tennis (homonymie).
Tennis est un groupe d'indie pop américain originaire de Denver, dans le Colorado. Le groupe est composé d'Alaina Moore et de Patrick Riley, un couple marié.
Le duo se forme en 2010 et sort son premier album Cape Dory en 2011. Leur deuxième album, Young & Old, sort l'année suivante. Leur troisième album, Ritual in Repeat sort en 2014 via Communion Records.
Le quatrième album du groupe, Yours Conditionally, sort en 2017, suivi de Swimmer en 2020. Swimmer est nommé comme l'un des meilleurs albums de 2020 par USA Today. Leur sixième album, Pollen, sort le 10 février 2023.

## Débuts
Alaina Moore (née le 9 mai 1985) et Patrick Riley (né le 9 septembre 1986) se rencontrent dans un cours de philosophie alors qu'ils sont tous les deux étudiants à l'Université du Colorado de Denver, en 2008,. Le couple fonde Tennis après leur retour d'une expédition à la voile de huit mois sur la côte est de l'Atlantique, après l'obtention de leur diplôme. Moore avait initialement prévu de continuer ses études en fac de droit. Les chansons du premier album du groupe documentent leurs expériences de navigation. Avant de former Tennis, Moore chantait dans des chorales d'église pendant sa jeunesse.

## Carrière

### 2010-2013:Cape DoryetYoung & Old
Leurs premières sorties, toutes deux en juillet 2010, étaient l'EP Baltimore via le label Underwater Peoples ainsi que le single South Carolina via le label Fire Talk. Tennis sort son premier album studio, Cape Dory via Fat Possum Records en janvier 2011. L'album, présenté sur NPR, était basé sur les expériences du couple lors de leur voyage à la voile.
Lors de leur première tournée, James Barone est le batteur du groupe.
Le deuxième album de Tennis, Young & Old, sort sur Fat Possum Records le 14 février 2012. Il est produit par Patrick Carney de The Black Keys. L'album est précédé du single Origins, publié par Forest Family le 6 décembre 2011.
Tennis sort un certain nombre de reprises sous forme de singles numériques entre 2011 et 2012 : Tell Her No des Zombies, Is It True ? de Brenda Lee, Tears in the Typing Pool de Broadcast et Guiding Light de Television.
Le magazine américain American Songwriter a nommé Tennis comme Compositeur de la semaine pour la semaine du 23 avril 2012.
Le groupe fait plusieurs apparitions à la télévision en 2012, interprétant Origins dans The Tonight Show with Jay Leno le 21 mars, It All Feels the Same dans Late Night with David Letterman le 9 avril et My Better Self et High Road sur Conan le 25 juillet.

### 2014-2015:Small soundetRitual in Repeat
En novembre 2013, Tennis sort un EP de 5 titres intitulé Small Sound via Communion Records. Un aperçu du projet a lieu via Pitchfork Advance le 20 october 2013. En mai 2014, le groupe accompagne les sœurs HAIM dans leur tournée printanière en Amérique du Nord.
Leur troisième album, Ritual in Repeat, sort via Communion en septembre 2014. Il est très bien reçu par le public. Dans une émission Fresh Air consacrée à l'album, Terry Gross affirme : "Est-il possible de réinventer la pop vivante du passé ? C'est exactement ce qu'a fait Tennis avec leur troisième album, Ritual in Repeat". Le critique NPR Milo Miles déclare que "sur Ritual in Repeat, c'est comme si Moore et Riley découvraient que le latin, ou dans ce cas l'ancien style pop, était leur langue maternelle".
Le batteur James Barone quitte le groupe en 2015.
Le 29 mars 2015, Tennis performe au festival Burgerama 4 (Burger Records) à Santa Ana. Les deux morceaux I'm Callin et Never Work for Free qui font partie de la performance sont plus tard diffusés sur l'épisode du 7 mai de l'émission Last Call with Carson Daly,. Tennis est aussi sélectionné pour performer le 1er avril 2015 au Ace Hotel de Los Angeles pour l'évènement The Music of David Lynch hébergé par la Fondation David Lynch.

### 2016-2018:Yours ConditionallyetWe Can Die Happy
Début 2016, Moore et Riley partent une nouvelle fois en voyage à voile dans l'Océan Pacifique afin de s'inspirer pour leur prochain album. Leur expérience est disponible au public via le blog d'Urban Outfitters.
Le quatrième album du groupe est également leur premier album auto-produit. Il s'intitule Yours Conditionally. Il sort le 5 mars 2017 sur le propre label du groupe, Mutually Detrimental,,. Vinyl Me, Please choisit Yours Conditionally comme album du mois, et l'album atteint la troisième position du classement Billboard Albums Alternatifs, ainsi que la deuxième place du classement Albums Vinyls.
En 2017, Tennis apparaît à Coachella puis part en tournée aux côtés de Spoon and The Shins dans leurs tournées respectives.
Le 9 novembre 2017, Tennis publie l'EP We Can Die Happy, précédé des singles No Exit et I Miss That Feeling. Le groupe part en tournée en Amérique du Nord de novembre 2017 à février 2018 à l'occasion de ce projet.

### 2019-2022:Swimmer
Le 8 novembre 2019, Tennis sort le single Runner suivi de Need your Love le 20 janvier 2020 puis de How to Forgive quatre jours plus tard. Ces trois singles sont respectivement les pistes 4, 2 et 3 du cinquième album du groupe intitulé Swimmer, publié le 14 février 2020 via leur propre label Mutually Detrimental,.
Le 9 octobre 2020, Tennis sort une reprise du titre Superstar.
En raison de la pandémie de Covid-19, le groupe reporte sa tournée 2020 pour Swimmer, et a l'intention de partir en tournée aux États-Unis aux côtés de Molly Burch du 3 juin au 17 novembre 2021.
En 2021, Tennis collabore avec le dessin animé Rick et Morty afin de produire le titre Borrowed Time qui est diffusé au sein de l'épisode 9 de la saison 5, Sans SaRick rien ne va. Le titre est crédité en tant que “Rick et Morty et Tennis”.

### Depuis 2022:Pollen
Le 15 novembre 2022, Tennis sort le single One Night with the Valet et annonce son sixième album studio Pollen. Celui-ci sort le 10 février 2023 via Mutually Detrimental, leur label. Une vidéo de la chanson sort le 13 décembre. Le 10 janvier 2023, le groupe sort le deuxième single Let's Make a Mistake Tonight avec un clip. Le duo repart en voyage à la voile d'une durée d'un mois pour enregistrer les démos de cet album. Ils partent régulièrement en longs voyages à la voile pour trouver l'inspiration.

## Membres du groupe

### Membres actuels
- Alaina Moore (depuis 2010) : chant, clavier, guitare
- Patrick Riley (depuis 2010) : guitare, guitare basse

### Musiciens de tournée
- Steve Voss (depuis 2015) : batterie
- Ryan Tullock (depuis 2017) : basse

### Anciens musiciens de tournée
- James Barone (de 2011 à 2015) : batterie

## Discographie

### Albums studios
- Cape Dory (Fat Possum, janvier 2011)
- Young & Old (Fat Possum, février 2012)
- Ritual in Repeat (Communion, septembre 2014)
- Yours Conditionally (Mutually Detrimental, mars 2017)
- Swimmer (Mutually Detrimental, février 2020)
- Pollen (Mutually Detrimental, février 2023)[44]
- Face Down in the Garden (Mutually Detrimental, avril 2025)

### EP
- Small Sound (Communion, novembre 2013)
- We Can Die Happy (Mutually Detrimental, novembre 2017)

### Singles
- Baltimore (Underwater Peoples, juillet 2010)
- South Carolina (Fire Talk, juillet 2010)
- Is It True (juin 2011)
- Tell Her No (octobre 2011)
- Tears in the Typing Pool (décembre 2011)
- Origins (Forest Family, décembre 2011)
- My Better Self / Petition (ATP, mai 2012)
- Guiding Light (septembre 2012)
- I'm Callin (Communion Records, août 2014)
- Easter Island (Universale Music Group North America, mai 2015)
- Ladies Don't Play Guitar (Mutually Detrimental, août 2016)
- In the Morning I'll Be Better (Mutually Detrimental, décembre 2016)
- Modern Woman (Mutually Detrimental, janvier 2017)
- My Emotions Are Blinding (Mutually Detrimental, février 2017)
- No Exit (Mutually Detrimental, août 2017)
- I Miss That Feeling (Mutually Detrimental, octobre 2017)
- Runner (Mutually Detrimental, novembre 2019)
- Need Your Love (Mutually Detrimental, janvier 2020)
- How to Forgive (Mutually Detrimental, janvier 2020)
- Superstar (Mutually Detrimental, octobre 2020)